# Scarface (1983)
Scarface is een Amerikaanse misdaadfilm uit 1983 van regisseur Brian De Palma. De film is een nieuwe versie van de gelijknamige film uit 1932, het plot werd wel deels veranderd. 

## Verhaal
In 1980 arriveert de Cubaanse vluchteling en ex-gevangene Tony Montana in Miami, Florida, als onderdeel van de Mariel-exodus. Samen met zijn vrienden Manny Ribera, Ángel Fernández en Chi Chi wordt hij naar een vluchtelingenkamp gestuurd. De vier worden vrijgelaten en krijgen hun Green Card in ruil voor de moord op de voormalige Cubaanse generaal Emilio Rebenga, op verzoek van de plaatselijke drugsbaron Frank Lopez. Ze worden vaatwassers in een eetcafé, maar een ontevreden Tony verkondigt dat hij voor grotere dingen in de wieg is gelegd.
De rechterhand van Frank, Omar Suárez, stuurt de vier er op uit om cocaïne te kopen bij enkele Colombiaanse dealers, maar de deal loopt slecht af. Ángel wordt uiteengereten met een kettingzaag, terwijl Manny en Chi Chi Tony weten te redden en de Colombianen doden. Tony en Manny vermoeden dat Omar hen in de val heeft gelokt en staan erop de drugs en het geld persoonlijk aan Frank te bezorgen. Tijdens hun ontmoeting voelt Tony zich aangetrokken tot de vrouw van Frank, Elvira. Frank huurt Tony en Manny in. Tony herenigt zich met zijn moeder en jongere zus Gina, waar hij overbezorgd over is. Zijn moeder walgt van zijn misdaadleven en gooit hem eruit. Manny voelt zich aangetrokken tot Gina, maar Tony waarschuwt hem bij haar uit de buurt te blijven.
Frank stuurt Tony en Omar naar Cochabamba in Bolivia, voor een ontmoeting met de cocaïnekoning Alejandro Sosa. Tony onderhandelt over een deal zonder de goedkeuring van Frank, wat Omar boos maakt. Sosa beweert dat Omar een politie-informant is en dat Frank een slecht beoordelingsvermogen heeft. Tony is er getuige van hoe een in elkaar geslagen Omar uit een helikopter wordt gegooid en opgehangen. Tony staat in voor de organisatie van Frank en Sosa, die Tony aardig vindt, gaat akkoord met de deal, maar niet voordat hij Tony heeft gewaarschuwd hem nooit te verraden.
Terug in Miami is Frank woedend over het lot van Omar en de ongeautoriseerde deal die door Tony werd gesloten, terwijl Tony zijn eigen onafhankelijke cocaïne-operatie begint. In een nachtclub probeert Mel Bernstein, een corrupte rechercheur die op de loonlijst van Frank staat, geld van Tony af te persen in ruil voor politiebescherming. Tony ziet Gina flirten met een man en slaat ze allebei als hij hem haar ziet betasten. Huurmoordernaars proberen vervolgens Tony te vermoorden, die gewond geraakt maar wel weet te ontsnappen. Hij confronteert Frank en Bernstein, ervan overtuigd dat zij de aanval hebben georkestreerd. Frank bekent zijn betrokkenheid terwijl hij onder schot wordt gehouden en smeekt om zijn leven, maar hij en Bernstein worden respectievelijk gedood door Manny en Tony. Tony trouwt met Elvira en wordt de distributeur van Sosa's product, waarbij hij zijn winst gebruikt om een zakenimperium van meerdere miljoenen dollars op te bouwen en zich in een enorm, zwaar bewaakt landgoed te vestigen.
In 1983 leidt een operatie van federale agenten ertoe dat Tony wordt beschuldigd van belastingontduiking en het witwassen van geld, met een onvermijdelijke gevangenisstraf. Sosa biedt aan om zijn overheidsconnecties te gebruiken om Tony uit de gevangenis te houden, maar alleen als Tony een activist vermoordt die de drugsactiviteiten van Sosa wil ontmaskeren. Tijdens een diner in een restaurant beschuldigt Tony Manny ervan zijn arrestatie te hebben veroorzaakt en Elvira ervan een onvruchtbare junkie te zijn, waardoor ze hem verlaat.
Tony reist samen met Sosa's handlanger Alberto, beter gekend als "The Shadow", naar New York om de moord te plegen op de activist. The Shadow heeft een radiografisch bestuurbare bom onder de auto van de activist geplaatst. Wanneer de activist echter onverwachts wordt vergezeld door zijn vrouw en kinderen, probeert Tony de moord af te blazen. The Shadow weigert zich terug te trekken en Tony doodt hem voordat hij de bom kan laten ontploffen. Tony keert terug naar Miami, waar een woedende Sosa hem opbelt en hem vergelding belooft omdat hij de activist heeft laten leven. Tony spoort Gina op, op aandringen van zijn moeder en vindt haar in een huis samen met Manny. In een vlaag van woede schiet Tony Manny dood, waarna Gina in tranen aan Tony vertelt dat ze de dag ervoor getrouwd waren. Een radeloze Tony keert met Gina terug naar zijn landgoed en begint een enorme hoeveelheid cocaïne te snuiven in zijn kantoor.
Terwijl tientallen huurlingen van Sosa het landgoed beginnen binnen te dringen en alle bewakers van Tony doden, beschuldigt Gina Tony ervan dat hij haar voor zichzelf wil en schiet op hem. Een van Sosa's mannen vermoordt haar en wordt op zijn beurt vermoord door Tony. Met moordenaars voor de gesloten deur van zijn kantoor, vuurt Tony een met een granaatwerper uitgerust geweer op hen af, waarbij hij velen neermaait. Tony wordt herhaaldelijk neergeschoten door de overgebleven aanvallers, maar blijft hen uitdagen totdat hij in zijn rug dodelijk wordt geraakt door The Skull. Tony's lijk valt naar beneden in een fontein, voor een standbeeld met de inscriptie "The World is Yours".

## Rolverdeling
| Acteur                      | Personage               |
| --------------------------- | ----------------------- |
| Al Pacino                   | Antonio "Tony" Montana  |
| Steven Bauer                | Manolo "Manny" Ribera   |
| Michelle Pfeiffer           | Elvira Hancock          |
| Mary Elizabeth Mastrantonio | Gina Montana            |
| Robert Loggia               | Frank Lopez             |
| F. Murray Abraham           | Omar Suárez             |
| Harris Yulin                | Mel Bernstein           |
| Paul Shenar                 | Alejandro Sosa          |
| Miriam Colon                | Georgina "Mama" Montana |
| Ángel Salazar               | Chi Chi                 |
| Michael P. Moran            | Nick "The Pig"          |
| Arnaldo Santana             | Ernie                   |
| Pepe Serna                  | Ángel Fernández         |
| Al Israel                   | Hector "The Toad"       |
| Mark Margolis               | Alberto "The Shadow"    |
| Joe Marmo                   | Nacho Contreras         |

## Achtergrond
Scarface was toen hij in première ging een controversiële film, vanwege het geweld en ruwe taalgebruik. Ook waren veel Cubanen het er niet mee eens dat zij afgebeeld werden als een volk dat vooral in drugs handelt. Aanvankelijk zou de film in Miami opgenomen worden, maar men stond dit niet toe omdat men vreesde dat de film een negatief beeld van de stad zou schetsen en de toeristen daardoor weg zouden blijven. Daarnaast waren de Cubanen die in Miami woonden ook niet blij met de film. De productie werd daarom naar Los Angeles verplaatst. Veel filmrecensenten waren negatief over de film. Ondanks die negatieve recensies bracht Scarface wereldwijd 65 miljoen dollar op, en het werd een echte cultfilm. Ook belangrijk in de film is de filmmuziek van de Italiaan Giorgio Moroder. Moroder was zijn tijd vooruit met het gebruik van synthesizers.

## Trivia
- De titelsong Rush Rush werd door Debbie Harry uitgevoerd.
- Ondanks dat er in de film enkel pistolen werden gebruikt met zogenaamde "blanks", patronen die enkel gevuld zijn met buskruit, verbrandde Al Pacino zich ernstig tijdens de opnamen doordat hij de loop van het pistool vasthield. De productie moest wekenlang stopgezet worden.
- Scarface bevat 207 keer het woord "fuck", gemiddeld 1,22 keer per minuut.
- In de scène waarin Ángel Fernández met een kettingzaag wordt gedood, wordt op de televisie de film Earthquake (uit 1974) vertoond.
- Schrijver Oliver Stone baseerde de naam Tony Montana op zijn favoriete Americanfootballspeler Joe Montana.
- Brian De Palma zou eigenlijk Flashdance regisseren, maar omdat het scenario van Scarface hem zo beviel, liet hij zijn kans op Flashdance te regisseren varen.
- In 2003 verscheen de film opnieuw in de bioscopen. Universal Studios vroeg Brian De Palma of hij de oude muziek wilde vervangen door nieuwe hiphopmuziek, maar De Palma weigerde dat.
- Steven Spielberg bracht ook een bezoek aan de filmset van Scarface. Hij regisseerde één korte opname, die waarin de Bolivianen het huis van Tony binnenstormen.
- Steven Bauer is de enige acteur in de hoofdcast van de film die ook in werkelijkheid Cubaan is.
- Miriam Colon, de actrice die de moeder van Tony speelt, is slechts vier jaar ouder dan Al Pacino.
- Al Pacino heeft ooit gezegd dat hij Tony Montana een van zijn leukste rollen ooit vindt.
- Regisseur Brian De Palma weigert antwoord te geven op de vraag of Al Pacino in Scarface echte cocaïne snoof.
- Het woord "yeyo" wat door Tony Montana werd gebruikt voor het woord cocaïne, stond niet in het scenario, maar werd wel door Brian De Palma goedgekeurd.
- In oktober 2006, 23 jaar na het uitkomen van de film, verscheen er een computergame over de film met de titel: Scarface: The World Is Yours.
- Vanaf 8 september 2011 is de film op blu-raydisk verschenen, met nog nooit eerder uitgebracht materiaal. Omdat de film de originele snelheid op blu-ray heeft meegekregen van 24 beelden per seconde, ten opzichte van de PAL-dvd met 25 beelden per seconde (4% versnelling), duurt de film op blu-ray nu 170 minuten, in plaats van de originele 164 minuten op Europese dvd's.
- Het videospel Grand Theft Auto: Vice City  is door onder andere de film geïnspireerd. Zo bevindt er zich een verborgen appartement in de stad met een badkamer, die besmeurd is met bloed, en waar zich een kettingzaag bevindt. Dit refereert aan de bekende scène uit deze film waarin iemand vermoord wordt met een kettingzaag. Daarnaast is de villa "Vercetti Estate" ook geïnspireerd op de film. In de villa bevinden zich tv-schermen waarop afbeeldingen te zien zijn van het echte huis uit de film.[2]
- Er is een bende in Nederland en België naar de film Scarface vernoemd: Scarface-bende.